# فینال لیگ قهرمانان اروپا ۱۹۹۵

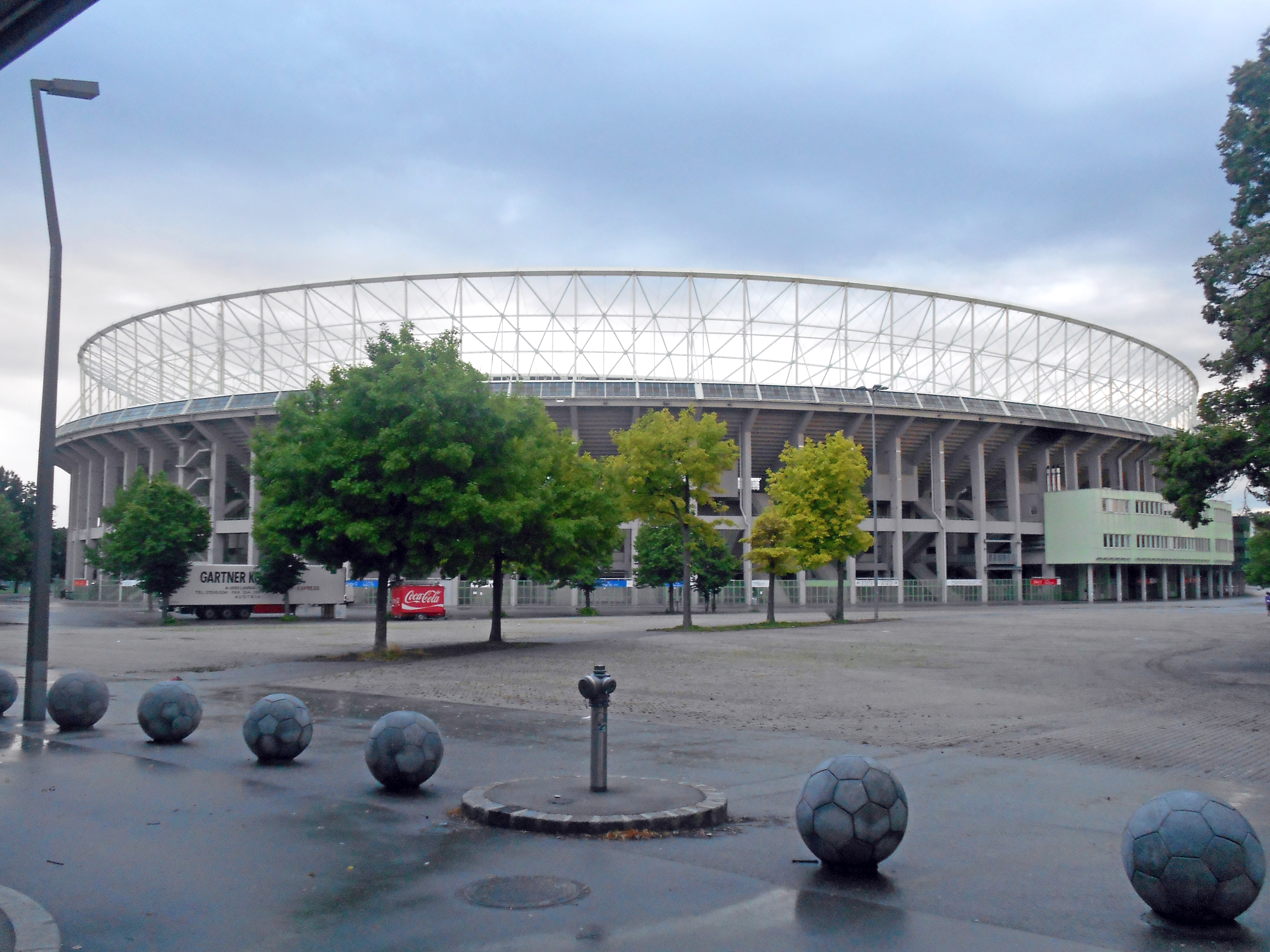
ورزشگاه ارنست هاپل، محل برگزاری بازی فینال

فینال لیگ قهرمانان اروپا ۱۹۹۵، رقابت پایانی لیگ قهرمانان اروپا در سال ۱۹۹۵ میلادی است که مابین دو تیم باشگاه فوتبال آژاکس و باشگاه فوتبال آ. ث. میلان در ورزشگاه ارنست هاپل، وین برگزار شده‌است.
این مسابقه که در تاریخ ۲۴ مه ۱۹۹۵ انجام شده‌است با نتیجه ۱ بر ۰ به سود تیم باشگاه فوتبال آژاکس به پایان رسید.